# Stefano Campus
Stefano Campus (Nuoro, 25 ottobre 1974) è un tecnico del suono italiano.

## Biografia
Inizia l'attività di fonico in ambito musicale, e si diploma in tecnica del suono nel 1999 al Centro sperimentale di cinematografia di Roma.

## Filmografia

### Cinema
- Il corpo dell'anima, regia di Salvatore Piscicelli (1999)
- Sangue vivo, regia di Edoardo Winspeare (2000)
- Occidente, regia di Corso Salani (2000)
- Giravolte, regia di Carola Spadoni (2001)
- I cinghiali di Portici, regia di Diego Olivares (2003)
- Palabras, regia di Corso Salani (2003)
- Saimir, regia di Francesco Munzi (2004)
- Fascisti su Marte, regia di Corrado Guzzanti e Igor Skofic (2006)
- Rosso come il cielo, regia di Cristiano Bortone (2006)
- Sonetàula, regia di Salvatore Mereu (2008)
- Il resto della notte, regia di Francesco Munzi (2008)
- Notizie degli scavi, regia di Emidio Greco (2010)
- Cavalli, regia di Michele Rho (2011)
- I primi della lista, regia di Roan Johnson (2011)
- La mia classe, regia di Daniele Gaglianone (2013)
- Anime nere, regia di Francesco Munzi (2014)
- La felicità è un sistema complesso, regia di Gianni Zanasi (2015)
- Caffè, regia di Cristiano Bortone (2016)
- Piuma, regia di Roan Johnson (2016)
- Il permesso - 48 ore fuori, regia di Claudio Amendola (2017)
- Figlia mia, regia di Laura Bispuri (2018)
- Succede, regia di Francesca Mazzoleni (2018)
- Troppa grazia, regia di Gianni Zanasi (2018)
- Momenti di trascurabile felicità, regia di Daniele Luchetti (2019)

## Riconoscimenti
- David di Donatello

2015 - Miglior suono per Anime nere
- Ciak d'oro

2015 - Miglior sonoro per Anime nere